# Întâmplări cu arici
Întâmplări cu arici este un film românesc de animație din 1974 regizat de Zaharia Buzea.